# Čeh, Leh i Meh
Leh, Čeh i Meh legenda je o trojici braće – Lehu, Čehu i Mehu – koji su utemeljitelji triju slavenskih zemalja: Lehijske, (Poljske); Češke (Bohemije, Moravske, Šleske; sve u današnjoj Češkoj), i Rutenije (koja je dijelom u današnjoj Rusiji, Bjelorusiji i Ukrajini). Postoje mnoge varijacije legende, uključujući i neke koje spominju samo jednog ili pak dvojicu braće, ili njih trojicu i njihovu sestru. Drugi naziv za Meha u ovoj legendi je "Rus".

## Varijacije legende
U poljskoj varijanti legende, braća su zajedno krenula u lov, ali je svaki naposljetku otišao za različitom lovinom pa su se razdvojili. Rus je krenuo istoku, Čeh je krenuo zapadno i utaborio se na planini koja se uzdizala ponad češkog krajobraza, dok je Leh otišao na sjever. I dok je tako, loveći, pošao po strijelu, našao se licem u lice s divljim orlom koji je branio svoje gnijezdo od uljeza. Leh je vidio orla nesuprot crvenom zalazećem suncu i uzeo ga za dobar znak pa se tamo i naselio. U spomen na to, svoju novu naseobinu nazvao je Gniezno (poljski gniazdo - 'gnijezdo') i za svoj i danas poljski grb odabrao bijelog orla. Bijeli orao do danas je ostao poljski grb. Bijela boja orla i crvena zalazećeg sunca čine poljsku zastavu.
Ostali oblici Lehova imena su: Lechus, Lachus, Lestus i Leszek. Čeh, ili Praotac Čeh također se pojavljuje pod latinskim imenom Bohemus, jer je utemeljeno u pred-slavensko keltskom (keltsko pleme Boii, latinskog oblika Boiohaemum koje se rabilo za češke zemlje).
Drugi oblik ove legende, koji uključuje samo dvojicu braće, poznat je u Češkoj. Kako je Alois Jirásek opisao u pripovijesti Staré pověsti české, dvojica braće; Čeh i Leh, u središnju Europu došla su s istoka. Kao i u poljskoj inačici, Čeh je prepoznat kao utemeljitelj češkog naroda (mn Češi),a Leh kao utemeljitelj poljskog naroda. Čeh se uspeo na brdo Říp, pogledao unaokolo i sa svojim se plemenom smjestio u okruženju dok je Leh pošao u nizine na sjeveru.
Srodna narodna priča (s djelomično izmijenjenim imenima) zabilježena je na dva odvojena mjesta u Hrvatskoj: na kajkavskom narječju iz Krapine u Zagorju (sjeverna Hrvatska) kao legendu o Čehu, Lehu i Mehu i Vilini koji stanovahu na tri brijega iznad Krapine: Šabcu, Starom Gradu i Psaru (Josipovcu). Pri tome su bitni elementi ove legende vol odnosno bik, zlatni rogovi, zlatna jabuka, tunel ispod planine i dr. Druga je na čakavskom narječju iz Poljica na obali Jadranskog mora (središnja Dalmacija). Hrvatsku inačicu detaljno je opisao i analizirao S. Sakač tijekom 1940. godine.
Zahvaljujući ovog legendi o hrvatskoj braći Čehu, Lehu i Mehu, hrvatski je jezik izabran kao zajednički jezik na kojem će se u okviru katoličke obnove objavljivati crkvene knjige za potrebe slavenskih naroda.

Ova je legenda u mladim fazama hrvatske političke misli pridonijela tome da se hrvatstvo spoznavalo kroz slavenstvo (preko rada Vinka Pribojevića i Mavra Orbinija sve do Pavla Rittera Vitezovića). Istovremeno je osim funkcije kojom je uspostavila identitet, obavila funkciju razdvajanja (od Germana i Romana).
Uz oblik i simboliku trodjelne posude bilikum povezana je simbolika broja tri i legenda o Čehu, Lehu i Mehu. Bilikum je posuda iz koje se uz zdravicu ispijalo vino u čast gostu koji je prvi puta u posjeti. Običaj je iz sjeverozapadne Hrvatske i sjeveroistočne Slovenije. Ovaj je obred bio važnim, pa se unosio u "hižni protokol", a imena Čeha, Leha i Meha bila su pisala na trima dijelovima bilikuma.
Ime Čeha iz ove legende dovodi se u svezi s Čehom i njegovih šestoricom braće iz Bijele Hrvatske koje se spominje u Dalimilovoj kronici, u dijelu teksta koji piše o doselidbi Slavena u Panonsku nizinu. Tako je dugo vremena živilo shvaćanje da su Česi, Poljaci i Rusi došli iz Hrvatske u svoju današnju postojbinu. Osobito je to bilo snažno u doba romantizma.

## Legenda i stvarnost
Najraniji spomen Leha, Čeha i Rusa na poljskom nalazi se u Kronici Velike Poljske napisanoj 1295. godine u Gnieznou, tj. Poznańu. U Češkim kronikama, Čeh se pojavljuje samostalno ili samo s Lehom; prvi put da ga se spominje pod imenom Bohemus u kronici 'Kosmas praški' 1125. godine.
Legenda predlaže zajedničko podrijetlo Poljaka, Čeha i Rutena (Rusa, Ukrajinaca i Bjelorusa) te prikazuje činjenicu da su čak tijekom 13. stoljeća bar tri slavenska plemena bila svjesna svog zajedničkog jezičnog podrijetla, istovremeno i svoje različitosti. 
Legende se slažu i o smještaju rodnog kraja slavenskih naroda u istočnoj Europi. Ovo se područje preklapa s pretpostavljenim područjem prevladavajuće akademske struje koja tvrdi da je ovo isto područje bilo naseljeno proto-indoeuropljanima. In the framework of the Kurgan hypothesis, "the Indo-Europeans who remained after the migrations became speakers of Balto-Slavic".
Legenda ima namjeru objasniti etimologiju ovih naroda: Lehia (drugo ime Poljske), Češka (uključujući Moravsku, i Šlesku), i podučje Rutenije Rus'.
Priznati poljski renesansni stvaratelj Jan Kochanowski, u svom eseju o porijeklu slavena, ne spominje trećeg brata, Rusa. Štoviše, potpuno zanemaruje legendu, tvrdeći da "nijedan povjesničar koji se bavio slavnskim narodima[...] ne spominje slavenske vođe, Leha i Čeha". Nastavlja tvrdeći da su "Čehi" i "Lahi" vjerojatno izvorna imena dvaju naroda, iako ne napušta mogućnost da je postajao značajni vođa poljskog naroda, imenom Leh, čije je ime zamijenilo prvotno, kasnije zaboravljeno, ime poljskog naroda.

## Rogalinski hrastovi
Leh, Čeh i Rus tri su prastara hrasta u vrtu neposredno do palače Rogalin, Velika Poljska. Svaki od njih star je barem nekoliko stotina godina. Opseg im je između 7 i 9 metara. Proglašeni su prirodnim znamenitostima i zaštićeni su.

## Vanjske poveznice
- Hrvatska znanstvena bibliografija Marko Dragić: Priča o Čehu, Lehu i Mehu